# Tajumulco (Guatemala)
Tajumulco è un comune del Guatemala facente parte del dipartimento di San Marcos.